# Philaeus daoxianensis
Philaeus daoxianensis är en spindelart som beskrevs av Peng X., Gong L., Kim 2000. Philaeus daoxianensis ingår i släktet Philaeus och familjen hoppspindlar. Inga underarter finns listade i Catalogue of Life.